# Nisza Niepokalanego Poczęcia w Żejtun
Nisza Niepokalanego Poczęcia (malt. Niċċa tal-Kunċizzjoni, ang. Niche of the Immaculate Conception) – zabytkowa nisza w mieście Żejtun na Malty. Umieszczona jest na wystającym narożniku domu na ulicy Triq Santa Marija, pochodząca z II połowy XIX wieku.
Nisza składająca się z półkolistej wnęki zwieńczonej muszlą. Ciężki architraw, który służy za podporę dla krzyża, oparty jest na czterech kolumnach. Konstrukcja niszy wsparta jest na półkolistym parapet położony na dwóch bogato zdobionych wspornikach, pomiędzy którymi znajduje się ozdobna tablica z informacją o tym, że 4 lutego 18... roku, biskup Gaetano Pace Forno udziela 40 dniowego odpustu. 
Wewnątrz niszy umiejscowiona jest statua przedstawiająca Maryję Niepokalanie Poczętą w aureoli gwiazd.
Obiekt jest wpisany na listę National Inventory of the Cultural Property of the Maltese Islands pod numerem 1924. Nadzór nad obiektami sprawowany jest przez Superintendence of Cultural Heritage.